# Varzedo
Varzedo är en kommun i Brasilien.   Den ligger i delstaten Bahia, i den östra delen av landet, 1 000 km öster om huvudstaden Brasília. Antalet invånare är 9 121.
Omgivningarna runt Varzedo är en mosaik av jordbruksmark och naturlig växtlighet. Runt Varzedo är det ganska glesbefolkat, med 50 invånare per kvadratkilometer.